# Attila citriniventris
Attila citriniventris е вид птица от семейство Tyrannidae.

## Разпространение
Видът е разпространен в Бразилия, Колумбия, Еквадор, Перу и Венецуела.